# (10608) Mameta
(10608) Mameta est un astéroïde de la ceinture principale et plus spécifiquement du groupe de Hilda.

## Description
(10608) Mameta est un astéroïde du groupe de Hilda. Il présente une orbite caractérisée par un demi-grand axe de 4,00 UA, une excentricité de 0,25 et une inclinaison de 4,5° par rapport à l'écliptique.

## Compléments